# Wola Kiełpińska
Wola Kiełpińska (prononciation : [ˈvɔla kʲɛu̯ˈpiɲska]) est un village polonais de la gmina de Serock dans le powiat de Legionowo de la voïvodie de Mazovie dans le centre-est de la Pologne.
Il se situe à environ 6 kilomètres à l'ouest de Serock (siège de la gmina), 13 kilomètres au nord-est de Legionowo (siège du powiat) et à 32 kilomètres au nord de Varsovie (capitale de la Pologne).
Le village possède approximativement une population de 80 habitants en 2006.

## Histoire
De 1975 à 1998, le village appartenait administrativement à la voïvodie de Varsovie.